# Bluff City (Kansas)
Pour les articles homonymes, voir Bluff City.
Bluff City est une municipalité américaine située dans le comté de Harper au Kansas.
Selon le recensement de 2010, Bluff City compte 65 habitants. La municipalité s'étend sur 0,54 milles carrés (1,4 km2).
Bluff City est fondée en 1886 sur le tracé du St. Louis-San Francisco Railway. Elle doit son nom au ruisseau Bluff Creek.